# Fosse Way
Fosse Way var en romervej, der blev anlagt i Britannien i løbet af første og andet århundrede efter år 0, som forbandt Isca Dumnoniorum (Exeter) i sydvest og Lindum Colonia (Lincoln) i nordøst, via Lindinis (Ilchester), Aquae Sulis (Bath), Corinium (Cirencester) og Ratae Corieltauvorum (Leicester).
Navnet Fosse er afledt af latinske Fossa, der betyder "grøft". Det er muligt, at der var en grøft langs vejen som senere blev fyldt op.